# Walton Chaintech
Walton Chaintech Co. Ltd. est un constructeur de matériel informatique basé à Taipei, Taïwan.   
L'entreprise actuelle fait suite à la fusion des sociétés Chaintech Computer et Walton Advanced Technology. Walton Chaintech est un constructeur de matériel informatique basé à Taipei, Taïwan. La société la plus reconnue issue de la fusion était Chaintech Computer Ltd, dont le nom actuel a été officialisé en octobre 2005. Les employés de Chaintech représentent environ 850 personnes dans le monde. Le constructeur est principalement connu pour ses cartes graphiques, ses cartes mères, mais il produit aussi des cartes sons, des modems ou encore des barrettes de RAM.